# Ernst Hornung (Politiker, 1896)
Ernst Hornung (* 7. Juni 1896 in Schwäbisch Hall; † 12. Januar 1969 ebenda) war ein deutscher Politiker (SPD).
Nach dem Zweiten Weltkrieg wurde Hornung im Juli 1945 vom Gemeinderat zum Bürgermeister seiner Heimatstadt Schwäbisch Hall gewählt. 1948 wurde er mit 93 Prozent der Stimmen von der Stadtbevölkerung in diesem Amt bestätigt. Bei der Bürgermeisterwahl 1954 unterlag er dem CDU-Kandidaten Theodor Hartmann.
Hornung gehörte zunächst von Januar bis Juni 1946 der von der amerikanischen Militärregierung ernannten Vorläufigen Volksvertretung von Württemberg-Baden an. Von Juni bis November 1946 war er Mitglied der in freier Wahl gewählten Verfassunggebenden Landesversammlung Württemberg-Baden. Bei der Landtagswahl in Württemberg-Baden im November 1946 wurde er in den Landtag gewählt, dem er bis zum Ende der ersten Wahlperiode im November 1950 angehörte.
In Schwäbisch Hall ist die Ernst-Hornung-Straße nach ihm benannt.